# Brady Gollan
Brady Gollan (* 28. März 1965) ist ein ehemaliger kanadischer Snookerspieler aus Kelowna (British Columbia), der auch einige Male im Poolbillard in Erscheinung trat. Gollan gewann als Amateur zweimal die kanadische Snooker-Meisterschaft und einmal die Meisterschaft im 9-Ball und war von 1989 bis 1996 für sieben Saisons Profispieler. In dieser Zeit erreichte er unter anderem das Halbfinale der European Open 1991, das Achtelfinale des World Masters 1991, die Runde der letzten 32 der Snookerweltmeisterschaft 1990 und Rang 35 der Snookerweltrangliste. Zusammen mit Jim Wych erreichte er beim World Masters zusätzlich das Endspiel im Doppel-Wettbewerb der Männer, doch das Duo verlor dort gegen Mike Hallett & Stephen Hendry.

## Karriere
1986 durfte Gollan an der Amateurweltmeisterschaft teilnehmen und erreichte das Viertelfinale, wo er sich Kerry Jones geschlagen geben musste. Zwei Jahre später gewann er gegen John Bear die kanadische Snooker-Meisterschaft. Deshalb durfte er kurz danach wieder an der Amateurweltmeisterschaft teilnehmen und schied erneut im Viertelfinale aus, diesmal gegen Barry Pinches. Im selben Jahr hatte Gollan auch bei der WPBSA Pro Ticket Series teilgenommen. Alles in allem durfte sich der Kanadier im Rahmen der Professional Play-offs 1989 einer Art Tauglichkeitsprüfung unterziehen, die er nach zwei anderen gewonnenen Spielen mit einem finalen Sieg über Patsy Fagan bestand. Von daher wurde er zur Saison 1989/90 Profispieler.
Gollan startete überaus erfolgreich in seine Profikarriere. Während seiner ersten Saison konnte er mehrheitlich die Hauptrunde der Ranglistenturniere erreichen und schaffte es regelmäßig, auch sein Auftaktspiel in der Hauptrunde zu gewinnen. Neben der prestigeträchtigen Runde der letzten 32 der Snookerweltmeisterschaft erreichte er so unter anderem das Achtelfinale der UK Championship. Dadurch wurde Gollan am Saisonende bereits auf Rang 54 der Snookerweltrangliste geführt. Auch wenn in der nächsten Saison die Zahl der Hauptrundenteilnahmen und die der Qualifikationsniederlagen ausgeglichen war, konnte Gollan einen großen Erfolg verbuchen, als er das Halbfinale der European Open erreichte. Zudem zog er ins Achtelfinale des Einzelwettbewerbs der Männer beim World Masters ein, das Turnier hatte allerdings im Gegensatz zu den European Open keinen Einfluss auf die Weltrangliste. Beim World Masters zog Gollan zusätzlich mit Jim Wych beim Doppel der Männer ins Finale ein, wo die beiden sich aber dem Duo Stephen Hendry & Mike Hallett geschlagen geben mussten. Durch den European-Open-Erfolg kletterte Gollan auf der Weltrangliste bis auf Rang 35 hinauf, die besten Platzierung seiner Karriere.
In den folgenden zwei Saisons verlor Gollan deutlich häufiger in der Qualifikation; bei seinen wenigen Hauptrundenteilnahmen verlor er zumeist sein Auftaktspiel. Ausnahmen waren lediglich eine Teilnahme an der Runde der letzten 32  beim Dubai Classic 1991 und eine Achtelfinalteilnahme bei den Strachan Open 1992. Dennoch wirkte sich die verschlechterte Form auf der Weltrangliste aus und Gollan rutschte auf Platz 68 ab. Nachdem er in der Saison 1993/94 viele Niederlagen hatte einstecken müssen und stets noch in der Qualifikation ausgeschieden war, verschlechterte er sich auf Rang 98. Danach zog er sich vom Profi-Snooker zurück. Mittlerweile abgestürzt auf Rang 311, verlor er ein Jahr später ganz offiziell die Spielberechtigung für die Profitour. Seitdem nimmt Gollan regelmäßig an nordamerikanischen Poolbillardturnieren teil, spielte aber auch bei der WPA-9-Ball-Weltmeisterschaft 2007 mit und gewann 2006 die kanadische 9-Ball-Meisterschaft gegen Alain Martel. Des Weiteren ist er weiterhin auch bei Snookerturnieren aktiv gewesen. So erreichte er ab 2002 regelmäßig die finalen Runden der kanadischen Meisterschaft; im Jahr 2018 gewann er dabei gegen Alan Whitfield seinen zweiten Meistertitel.

## Erfolge
| Ausgang         | Jahr | Turnier                                                   | Finalgegner                 | Ergebnis |
| --------------- | ---- | --------------------------------------------------------- | --------------------------- | -------- |
| Amateurturniere |      |                                                           |                             |          |
| Sieger          | 1988 | Kanadische Snooker-Meisterschaft                          | John Bear                   | 7:3      |
| Sieger          | 1989 | Professional Play-offs                                    | Patsy Fagan                 | 9:2      |
| Sieger          | 2006 | Kanadische 9-Ball-Meisterschaft                           | Alain Martel                | 15:7     |
| Sieger          | 2018 | Kanadische Snooker-Meisterschaft                          | Alan Whitfield              | 6:4      |
| Profiturniere   |      |                                                           |                             |          |
| Zweiter         | 1991 | World Masters – Doppel der Männer (zusammen mit Jim Wych) | Stephen Hendry Mike Hallett | 5:8      |